# Церква Святої Великомучениці Параскеви (Хриплин)
Церква Святої Великомучениці Параскеви в Хриплині — парафія і дерев'яний храм греко-католицької громади Української греко-католицької церкви в селі Хриплин Івано-Франківської громади Івано-Франківського району Івано-Франківської области. Пам'ятка архітектури місцевого значення (охоронний номер 999).

## Історія
Дерев'яна церква була збудована в 1860 році і освячена в 1864 році. Дерев'яний парафіяльний будинок збудований в 1860 році.
Парафія входила до Станиславівського деканату УГКЦ. Метричні книги ведуться з 1785.
Кількість парафіян: 1886 — 798, 1896 — 813, 1906 — 891, 1914 — 1.124, 1927 — 1.039, 1938 — 1.457.

## Парохи
- о. Іван Збудовський (1869—1890+)[2],
- о. В'ячеслав Збудовський (1890—1891, адміністратор)[2],
- о. Михайло Єднакий (1891—1893+?)[2],
- о. Костянтин Мудрак (1893—1906+)[2],
- о. Лонгин Раковський (1906—1921+)[2],
- о. Йосиф Раковський (1921—1931, адміністратор)[2],
- о. Іван Блавацький (1931—1933, адміністратор)[2],
- о. невідомий (1933—[1938])[2],
- о. Дмитро Кривецький — нині[3].